# Sodexo
Sodexo (nový název Pluxee) byla českou pobočkou stejnojmenné obchodní skupiny s mateřským sídlem ve Francii. Na tuzemský trh vstoupila v roce 1992. Poskytovala služby prostřednictvím třech právních subjektů ve dvou samostatných divizích (Sodexo - integrovaný facility management a zařízení školního stravování - 1992, Sodexo strategic clients s.r.o -1997 a Sodexo Pass ČR a.s. - 1994.)
Divizi zaměstnaneckých benefitů a dárkových poukázek obhospodařovala dceřiná společnost Sodexo Pass Česká republika a. s. (1994) pod značkou Sodexo Benefity.   
Od 1. ledna 2024 se společnost v ČR přejmenovala na Pluxee Česká republika a.s. a zaměstnanecké benefity spravuje nyní také pod značkou Pluxee.
Jedná se o největšího poskytovatele zaměstnaneckých benefitů v České republice.  

## Charitativní činnost
- Recyklace karet se Sodexo
- Propadlé stravenky na dobrou věc
- 1 milion znevýhodněným ženám na IT vzdělávání
- Plníme přání seniorům - dlouhodobý projekt podporující aktivní život seniorů.
- STOP Hunger – program zabývající se bojem proti hladu a podvýživě.

## Ocenění
| Rok  | Název ocenění              | Kategorie                                        | Výsledek                          | Pozn.       |
| ---- | -------------------------- | ------------------------------------------------ | --------------------------------- | ----------- |
| 2003 | Cena časopisu Food service | Gastronomický koncept účelového stravování       | Bronzová plaketa Jaroslava Vašaty | [ pozn. 2 ] |
| 2006 | Kuchař roku                | Senior                                           | 2. místo                          | [ pozn. 3 ] |
| 2010 | Kuchař roku                | Gourmet team Challenge – pohár prezidenta AKC ČR | 3. místo                          | [ pozn. 4 ] |
| 2010 | CSR Award                  | Malá a střední firma                             | 1. místo                          | [ pozn. 5 ] |